# Tracto gastrointestinal

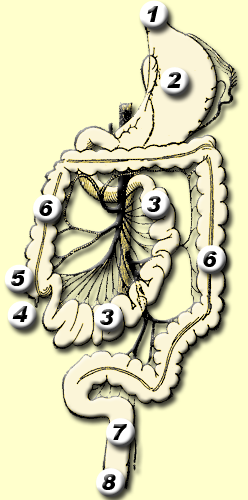
Esquema del tracto gastrointestinal

El tracto gastrointestinal (también, tracto digestivo o canal alimentario) es el sistema de órganos en los animales multicelulares que consumen alimentos, los digieren para extraer energía y nutrientes y expulsar los residuos que quedan. Las principales funciones del tracto gastrointestinal son la ingestión, la digestión, la absorción y la excreción.
El tracto gastrointestinal difiere sustancialmente de un animal a otro. Por ejemplo, algunos animales tienen estómagos con varias cámaras, mientras que otros poseen estómagos que contienen una sola cámara. En un hombre adulto normal, el tracto gastrointestinal mide aproximadamente 6,5 m de largo y consiste en el tracto gastrointestinal superior y el tracto intestinal inferior. El tracto intestinal también puede ser dividido en intestino anterior, intestino medio e intestino posterior, lo que refleja el origen embriológico de cada segmento del tracto intestinal. Hemorragias gastrointestinales son hemorragias que ocurren en el tracto.

## Tracto gastrointestinal superior
Empieza en el estómago.
La peristalsis toma lugar, la cual es la contracción de los músculos para propulsar la comida hacia abajo. El estómago, conduce al intestino delgado. 
El tracto gastrointestinal superior aproximadamente corresponde a los derivados del intestino anterior, con la excepción de la primera parte del duodeno.

## Tracto gastrointestinal inferior
El tracto intestinal inferior comprende el intestino y el ano. 
Intestino delgado, el cual tiene tres partes: 
- Duodeno
- Yeyuno
- Íleon

Intestino grueso: 
- Ciego (el apéndice vermiforme está pegado al ciego)
- Colon (colon ascendente, colon transverso, colon descendente y colon sigmoide)
- Recto
- Ano

## Órganos accesorios
Los órganos accesorios del canal alimentario incluyen, el hígado la vesícula biliar y el páncreas. El hígado secreta la bilis en el intestino delgado vía el sistema biliar, empleando la vesícula biliar como un reservorio. Además de almacenar y concentrar la bilis, la vesícula biliar no tiene ninguna otra función específica. El páncreas secreta un fluido isosmótico que contiene bicarbonato y varias enzimas, incluyendo la tripsina, la quimotripsina, la lipasa y la amilasa pancreática, así como también enzimas nucleolíticas (desoxirribonucleasa y ribonucleasa) dentro del intestino delgado. Estos dos órganos secretores ayudan a la digestión.

## Embriología
El intestino es una estructura derivada del endodermo. Aproximadamente a los 16 días del desarrollo humano, el embrión comienza a plegarse ventralmente (con la superficie ventral del embrión haciéndose cóncava) en dos direcciones: los lados del embrión se doblan uno hacia el otro y la cabeza y la cola se pliegan hacia cada uno de ellos. El resultado es una pieza del saco vitelino, una estructura revestida de endodermo en contacto con la cara ventral del embrión, comienza a ser pellizcado para convertirse en el intestino primitivo. El saco vitelino permanece conectado al tubo intestinal vía el conducto vitelino. Usualmente esta estructura evoluciona durante el desarrollo, en los casos donde esto no ocurre, este es conocido como el divertículo de Meckel.
Durante la vida fetal, el intestino primitivo puede ser dividido en tres segmentos: intestino anterior, intestino medio e intestino posterior. Aunque estos términos son frecuentemente usados en referencia a segmentos del intestino primitivo, no son utilizados regularmente para describir los componentes del intestino definitivo.
Cada segmento del intestino primitivo da origen a una porción específica del intestino y estructuras relacionadas con el intestino en el adulto. Los componentes derivados del intestino propiamente, incluyendo el estómago y el colon, se desarrollan como dilataciones del intestino primitivo. Por el contrario, los derivados relacionados con el intestino, aquellas estructuras que derivan del intestino primitivo pero que no son parte del intestino propiamente, en general se desarrollan como brotes del intestino primitivo. Los vasos sanguíneos que irrigan estas estructuras permanecen constantes durante el desarrollo.
En el intestino anterior la faringe hasta la parte superior del duodeno da origen a: la faringe, esófago, estómago, duodeno superior, tracto respiratorio (incluyendo los pulmones), hígado, vesícula biliar y páncreas, con irrigación de las ramas de la arteria celíaca.
En el intestino medio en la parte inferior del duodeno hasta la primera parte del colon transverso, da origen al duodeno inferior, yeyuno, íleon, ciego, apéndice, colon ascendente y primera parte del colon transverso, irrigado por las ramas de la serie mesentérica superior.
En el intestino posterior da origen a la segunda mitad del colon transverso hasta la parte superior del canal anal, colon descendente, recto y parte superior del canal anal, irrigado por las ramas de la arteria mesentérica inferior.

## Fisiología
Especialización de órganos
Cuatro órganos están sujetos a especialización en el reino animal. 
El primer órgano es la lengua, la cual está solamente presente en el filo Chordata.
El segundo órgano es el esófago. El buche es un alargamiento del esófago en las aves, insectos y otros invertebrados que es usado para guardar alimentos temporalmente.
El tercer órgano es el estómago. Las aves poseen un estómago glandular (proventrículo), y adicional a este tienen un estómago muscular, llamado el ventrículo o la «molleja». La molleja es usada para triturar mecánicamente la comida.
El cuarto órgano es el colon o intestino grueso. Un brote del intestino grueso llamado el ciego está presente en los herbívoros no rumiantes tales como los conejos. Este ayuda la digestión de material proveniente de las plantas tales como la celulosa.
Función inmunológica
El tracto gastrointestinal, es también una parte importante del sistema inmunitario. El pH bajo del estómago (entre 1-4) es nocivo para muchos microorganismo que entran al estómago. Igualmente, el mucus (conteniendo IgA), neutraliza muchos de estos microorganismos. Otros factores en el tracto intestinal que ayudan con la función inmunológica incluyen enzimas en la saliva y la bilis. Enzimas tales como Cyp3A4, junto con la actividad antiporte, son también instrumentos en el rol del intestino de detoxificación de antígenos y xenobióticos, tales como drogas, involucrados en el primer paso metabólico. Bacterias intestinales que mejoran la salud, sirven para prevenir el sobrecrecimiento de bacterias potencialmente dañinas en el intestino. Los microorganismos son también mantenidos a raya por un extenso sistema inmunitario que comprende el tejido linfoide asociado con el intestino.

## Histología
El tracto gastrointestinal tiene una histología general uniforme con algunas diferencias las cuales reflejan la especialización en anatomía funcional. El tracto gastrointestinal puede ser dividido en cuatro capas concéntricas:
- Mucosa.
- Submucosa.
- Muscularis externa (la capa muscular externa).
- Adventicia o serosa.

Mucosa
La mucosa es la capa más profunda del tracto intestinal, rodeando el lumen, o espacio dentro del tubo. Esta capa se pone en contacto directo con los alimentos (o bolo) y es responsable por la absorción y secreción, que son procesos importantes en la digestión. 
La mucosa puede ser dividida en:
- Epitelio.
- Lámina propia.
- Muscularis mucosae.

La mucosa está altamente especializada en cada órgano del tracto intestinal, enfrentando un pH bajo en el estómago, absorbiendo una multitud de sustancias diferentes en el intestino delgado y también absorbiendo cantidades específicas de agua en el intestino grueso. Reflejando la variedad de necesidades de estos órganos, la estructura de la mucosa puede consistir de invaginaciones de glándulas secretorias o puede ser doblada con el objeto de incrementar el área de superficie (los ejemplos incluyen las vellosidades y la plicae circulares).
Submucosa
La submucosa consiste en una densa capa irregular de tejido conectivo con grandes vasos sanguíneos y linfáticos y ramas nerviosas dentro de la mucosa y la muscularis. Esta contiene el plexo de Meissner, un plexo nervioso entérico, situado en la superficie interna de la muscularis externa.
Muscularis externa
La muscularis externa, consiste en una capa muscular interna circular y una capa muscular externa longitudinal. 
La capa muscular circular permite que los alimentos se devuelvan y la capa longitudinal acorta el tracto. La contracción coordinada de estas dos capas es llamada peristalsis y propulsa el bolo a través del tracto intestinal. Entre las dos capas musculares está el plexo mesentérico o plexo de Auerbach.
Adventicia/serosa
La adventicia consiste de varias capas de epitelio. Cuando la adventicia está mirando el mesenterio o pliegue peritoneal, la adventicia está cubierta por un mesotelio soportado por una delgada capa de tejido, juntos forman una serosa o membrana serosa.

## Usos que da el hombre al intestino animal
El uso de cuerdas  de intestino animal por músicos puede ser rastreada hasta la tercera dinastía de Egipto. En el pasado reciente, las cuerdas fueron hechas de intestino de oveja. Con el advenimiento de la era moderna, los músicos han tendido a usar cuerdas hechas de seda o materiales sintéticos tales como el nailon y el acero. Sin embargo, algunos instrumentalistas, aún usan cuerdas de intestino con la intención de evocar la cualidad de los viejos tonos. Aunque tales cuerdas fueron comúnmente llamadas cuerdas "catgut", los gatos nunca fueron usados como fuente de intestino para las cuerdas.
El intestino de oveja fue la fuente original para las cuerdas naturales hechas de intestino usadas en las raquetas, tales como para el tenis. Hoy en día, las cuerdas sintéticas son mucho más comunes, pero las mejores cuerdas son actualmente fabricadas de intestino de vaca.
La cuerda de intestino también ha sido usado para producir cuerdas para los tambores los cuales proveen el zumbido característico. Mientras los tambores actualmente casi siempre usan alambre más que cuerdas de intestino, el marco del bendir norteafricano, todavía usa intestino para este propósito.
La cubierta "natural" de las salchichas está hecha de intestino animal, especialmente de cerdo, vaca y oveja.